# Ondine Quackelbeen
Ondine Quackelbeen is een Belgische contrabassist. Daarnaast is ze directeur en mede-oprichter van de Jazz Pop-studio te Antwerpen. 

## Carrière in het onderwijs
In 1982 studeerde Quackelbeen af als klinisch psychologe aan de Universiteit Gent. In datzelfde jaar richtte ze samen met Maarten Weyler de Jazzstudio op. Dit was een van de eerste private dagscholen voor jazzopleidingen in Vlaanderen. De school werd opgericht op vraag van enkele studenten die reeds weekend- en zomercursussen volgden bij de Halewynstichting, maar verlangden naar een volledige dagopleiding. Ook Quackelbeen zelf volgde in 1982 de opleiding als bassist aan de Jazzstudio. Later richtte ze de Popsoulstudio op, die samen met de Jazzstudio de Jazz Pop-studio vormt. 
In 1998 stond Quackelbeen mee aan de basis van het European Modern Music Educational Network (EMMEN). Dit is een netwerk van Europese privéscholen en instituten die onderwijs binnen de populaire muziek aanbieden. Binnen dit kader droeg ze ook bij aan een Europees muziekdiploma, namelijk de European Performance Music Qualification (EPMQ).

## Loopbaan als muzikante
Gedurende haar carrière als bassist, maakte Quackelbeen deel uit van verschillende ensembles en projecten. Voorbeelden hiervan zijn: Forest Jazz Quintet, Blue Jazz Quartet en Trio Vongole.
Momenteel is ze actief bij Sentido, CollecTive en Low Tones. 
- International Standard Name Identifier: 0000 0005 0917 9470